# アイフル大作戦
『アイフル大作戦』（アイフルだいさくせん）は、1973年4月14日から1974年5月4日までTBS系で毎週土曜日21:00 - 21:55に放送されていたアクションドラマ。全56話。

## 概要
アイフル探偵学校の校長・岸 涼子（小川真由美）とその生徒らが探偵に関する授業を受けつつも、毎回様々な事件現場に立会い実際に事件を解決するまでを描いた作品。前作『キイハンター』よりもコメディー色がやや強い内容で展開された。
アイフルの校長、生徒らを中心に校長と相思相愛役の元刑事、南条京太郎（杉浦直樹）が度々登場し警視庁の捜査課、桜田警部（丹波哲郎）、追出刑事（藤木悠）らと共に事件解決へと導く。
アイフル探偵学校の生徒は第一回では数十名存在し出演していたが第三回放送以降はレギュラー生徒のみの出演となった。番組設定上では他の生徒は逃げ出したり辞めて行った生徒らということになっている。
軽いコミカルなエピソードが主流であったが、ハードボイルド色の強いものや、重いテーマを扱ったものもあり、バラエティに富む内容であった。
「アイフル」とは、芥川隆行によるオープニングナレーションでは「アイフル（EYEFUL）は、すごい美人、または目を瞠るほどイカす奴」と説明している（辞書には「イカした」「カッコいい」「素敵な美人」といった意味の俗語と出ている）。また、「愛がいっぱい（愛FULL）」「目いっぱい（目FULL）」「ばっちり」というような意味を持たせた和製英語である、という説もある（日本コロムビア株式会社のCD「懐かしの東映TV映画主題歌テーマ集」解説書より）。
オープニングはモンタージュ作成の過程から小川真由美の顔写真が出来上がり、口元から赤字で「eyeful」という文字が出る。最初期は「eyeful」が一単語だけだったものが、途中から「eyeful...eyeful...」と二単語分表示されるようになった。西田健の紹介シーンでは、鼻の下を伸ばしながら背面ヌードの女性の写真を見て、次いでその正面を見ようと写真の裏面を見る、という演出だったが、8話前後から女性の背面ヌードが出る直前にストップモーションになり、そこでクレジットが出る形に変更され、これは最終回まで続いた。
次回予告ナレーションは、『キイハンター』では「次のカラーシグナルは…」などという語りだしであったが、本作では「アイフル大作戦、次のアドベンチャーカリキュラムは…」という形で始まっていた。

## 登場人物

### アイフル探偵学校
岸 涼子
演：小川真由美（第1話〜第56話）
アイフル探偵学校長。勝気で男嫌い、金にはうるさいが熱いハートの持ち主。お色気を意識した衣装を着たり、長煙管を使用する。また、盗みなど潜入行動を行う際には黒のレザースーツを着用し、アクションも行う。警視庁の追出（おいで）刑事を「ド刑事（どでか）」と呼ぶが、桜田警部には一定の敬意を払っている。祖先は伊賀の忍者であることから、身軽な動きを得意とする。探偵学校を開く前は、投資学校を開いていたが、これが原因でとんだ事件に巻き込まれたことがある。金のうるささには尋常ではなく、高額の金銭が手に入ると聞いただけで気分が舞い上がり、一方で多額の出費を強いられる、もしくはその可能性が出てくると、めまい、立ちくらみに始まり、心臓が痛くなったり、ひどい場合は失神する、軽くても熱を出して倒れこむなど、お金による心身への影響が非常に大きい。最初のころは頻繁にカツラを使用しており、ボブショートやパーマネントなどが多かった。しかし途中から使うのをやめている。
伊吹裕二
演：谷隼人（第1話〜第50話、第52話〜第56話）
秘書兼講師。父親は沖縄で戦死したとされる。ある日、ひったくり現場に出くわした伊吹が犯人を追うも、ひったくり犯は車に引かれて死んでしまう展開に。その際、犯人が息絶え絶えに伊吹に渡した盗品には日章旗とともに連署がなされ、そこに伊吹の父親の名前があったことから、沖縄に単独で、父親の戦争下でのことについてを調査しに出かけたことがある。
井口マリ
演：松岡きっこ（第1話〜第42話、第44話〜第56話）
生徒。校長の涼子からは「お目目がパッチリの人」や「その目でいったいどこを見ているの」と言われたり、原田や丘などからは「目がはれている」などと散々揶揄されているが、とにかく目がチャームポイント。非常に純潔を好む性格で、南条が女性といちゃいちゃしていただけで汚らわしい、と一蹴した事もある。
丘大介
演：西田健（第1話〜第56話）
生徒。妹の美代子（演：麻田ルミ）が一人おり、それが唯一の肉親。三平と一緒に行動する事が多い。知的な印象を与えるが、実はおっちょこちょいな所も多い。
原田三平
演：川口厚（第1話〜第14話，第16話〜第56話）
生徒。高卒で働きに出るも、のちにアイフル探偵学校へ入学。半ばパシリとして扱われることが多く、番組終盤では、探偵学校の資材物資調達係になっていたことが明らかになった。

### その他
南条京太郎
演：杉浦直樹（第1話、第2話、第4話、第10話、第15話、第29話、第36話、第42話、第49話、第51話、第53話、第55話）
涼子らに協力する元警視庁刑事で切れ者の私立探偵。普段は、珍々亭（ちんちんてい）というラーメン屋の二階に下宿している。第1話での出会いをきっかけとして、アイフル探偵学校に顧問として就任。とある事情から男としてダメになってしまったが、携わる事件がことごとく美女であるため、その女性と熱い恋に落ちるなど、プレイボーイな一面も持っている。一度だけ、校長と一緒におそろいの黒のレザースーツで潜入したことがある。
桜田正三郎
演：丹波哲郎（第1話、第3話、第5話、第13話、第16話、第23話、第26話、第27話、第31話、第39話、第41話、第47話、第56話）
警視庁の警部。岸涼子とタッグを組んで事件を解決すると、なぜか頻繁にキスをすることが多い。
追出大五郎（おいで だいごろう）
演：藤木悠（第1話〜第24話、第26話〜第28話、第30話〜第56話）
桜田警部の忠実な部下。アイフルメンバーの邪魔をしたり、助け合ったりという役回りで、コメディリリーフとして貴重な存在であった。高卒のたたき上げの警視庁刑事で、特に自身が所属する捜査一課のことを、頻繁に「名だたる捜査一課」と誇っている。だが一方で、シリーズ中盤以降は、ことあるごとにアイフルメンバーを犯人扱いし逮捕するなど、ほぼ毎週誤認逮捕という、ある意味捜査一課の看板に泥を塗るようなへまを犯し続けている。また、ある時はその捜査一課内で西洋人のヌード写真を見たり、探偵学校で生徒に対する逮捕状を見せつけようと出した紙切れを生徒に突き付けたところ、未亡人サロンの請求書だったなど、人間味あふれる部分も多い。時折、「じっと我慢の子」という言葉を口にする。初期頃には妻子持ちの40歳と自ら言っていたこともあった。
桜田警部と南条探偵はセミレギュラー的な位置付けで登場しない回が多い。特に南条については、シリーズの最初期に1～3回出演した程度で、以降ほとんど出ることがなく、終盤に至って、2～3話に一回は出演するといった偏りが見られた。また、桜田と南条が共演したのは、初回だけである。
番組のおよそ半分がロケであり、全国各地、そして一度だけハワイに飛んだ。そうした地方の事件では様々な名前の刑事がおり、床内（ゆかない、バーディー大作戦では同じ読みで行内刑事がレギュラー出演）、飛田（とんだ）、カンジョウ（たまたま南条と居合わせた、追出よりも厳しい鬼刑事。漢字は不明だが、そのこわもての姿から「ああ、勘定取りだったの」とマリに皮肉られている）各刑事が登場した。すべて一回のみの登場。

## 音楽・主題歌
- オープニング：「VIVA!アイフル」のインストゥルメンタル　音楽担当：菊地俊輔
- エンディング：「VIVA!アイフル」歌・小川真由美（1973年6月、日本コロムビアより発売　SAS-1679）B面：「涼子という女」
作詞：佐藤純彌　作・編曲：菊地俊輔

## スタッフ
- プロデューサー：近藤照男、小野耕人（東映）、原弘男（TBS）
- 構成：佐藤純弥、深作欣二
- 音楽：菊池俊輔
- 撮影：山本矩雄、村上俊郎、他
- 照明：鈴木勝政、城田昌貞、他
- 美術：兼子元、安井丸男、他
- 助監督：杉野清史、山崎充朗、他
- 進行主任：中村泰明、市倉正男、他
- 演技事務：吉田武彦
- 擬斗：西本良治郎、伊達弘
- 記録：増田美代子、浅附明子、他
- 美粧：入江プロ
- 衣裳デザイン：伊藤幸雄
- 衣裳：東京衣裳
- 録音：岩田広一（映広音響）
- 編集：望月徹
- 選曲：武田正彦
- 現像：東映化学
- ナレーター：芥川隆行

## 放映リスト
| 話数   | 放映日         | サブタイトル                      | 脚本                  | 監督     | ゲスト |
| ------ | -------------- | --------------------------------- | --------------------- | -------- | --- |
| 第1話  | 1973年 4月14日 | 特訓開始! 美女の殺し方            | 小山内美江子          | 佐藤純弥 | 岡崎二朗、川崎あかね、小松方正、深江章喜、なべおさみ、十勝花子、丸岡奨詞                                                                                         |
| 第2話  | 4月21日        | 男性飼育必敗法                    | 池田雄一              | 山内柏   | 小林千登勢、財津一郎、ピーター、楠トシエ、横山あきお、大泉滉、穂積隆信、青柳三枝子、久里千春、山崎唯                                                             |
| 第3話  | 4月28日        | ハラ! ハラ! 殺人ドライブ          | 高久進                | 竹本弘一 | 木村夏江、平泉征、佐藤博、小島三児、田辺進三 |
| 第4話  | 5月5日         | 仮面の女                          | 小山内美江子          | 小西通雄 | 安田道代、斎藤美和、村井国夫、小林稔侍 |
| 第5話  | 5月12日        | 奇々怪々!鬼刑事初恋事件           | 小山内美江子          | 小松範任 | 水原麻記、戸浦六宏、梅津栄、堀田真三、杉義一、高品正広 |
| 第6話  | 5月19日        | キャーッ!空から死体と札束が       | 高久進 佐藤肇         | 佐藤肇   | 稲垣光穂子、藤木孝、和崎俊哉、三谷昇、加藤和夫、三角八郎、小野川公三郎、浜田晃、江波多寛児、岡部征純、大貫一孝、高野隆志、江波多寛児、桂木美加、高橋仁、長谷川誉 |
| 第7話  | 5月26日        | 今晩わ!悪魔のノック               | 池田雄一              | 村山新治 | 渥美マリ、寺田農、渥美国泰、北島マヤ、安岡力也、宮口二朗 |
| 第8話  | 6月2日         | 泣くな赤ちゃん!新婚珍道中         | 池田雄一              | 山内柏   | ハナ肇、高松しげお、山本豊三、中尾ミエ、木村元、瀬良明 |
| 第9話  | 6月9日         | 死を招く目のない人形              | 池田雄一              | 小西通雄 | 岩本多代、田口計、曽根晴美、小笠原良知、太刀川寛、人見きよし、司美智子                                                                                           |
| 第10話 | 6月16日        | 危機一発!アイフル大混戦           | 小山内美江子          | 村山新治 | 宮本信子、石井富子、中井啓輔、団巌 |
| 第11話 | 6月23日        | 電話で死体が転がり込んできた      | 池田雄一              | 小西通雄 | 夏八木勲、山本耕一、真山知子 |
| 第12話 | 6月30日        | 美女と散歩するガイ骨              | 池田雄一              | 山内柏   | 井上孝雄、青柳三枝子、原良子、西恵子、富田仲次郎、上田忠好、藤原釜足                                                                                             |
| 第13話 | 7月7日         | 逃亡と追跡!赤い唇100万$           | 高久進 佐藤肇         | 佐藤肇   | 岡田英次、江夏夕子、高橋長英、大門正明、田口計、曽根晴美、森秋子                                                                                                 |
| 第14話 | 7月14日        | 真夏に死人はスキーする!           | 高久進                | 竹本弘一 | 渡辺文雄、桜井浩子、中田博久、立原博、河合絃司 |
| 第15話 | 7月21日        | 夏の夜の大はずれガールハント      | 小山内美江子          | 村山新治 | 村松英子、横山リエ、北原義郎、新井和夫、小林稔侍、岡部征純、山田甲一、五野上力                                                                                   |
| 第16話 | 7月28日        | 美女占い!金儲けの殺し方           | 小山内美江子          | 山内柏   | 加茂さくら、東郷晴子、福田豊土、原口剛 |
| 第17話 | 8月4日         | 美女の顔紛失事件                  | 近藤正 小山内美江子   | 村山新治 | 入川保則、旭輝子、風間千代子、柴田英子、相馬剛三 |
| 第18話 | 8月11日        | キャーッ!夏休みキャンプお化け大会 | 高久進 佐藤肇         | 佐藤肇   | 夏純子、楠田薫、戸部夕子、室田日出男、村上冬樹 |
| 第19話 | 8月18日        | 東京-網走 同棲時代コンテスト      | 池田雄一              | 小西通雄 | 川崎あかね、小野川公三郎、角梨枝子、佐々木功、竜崎一郎、人見きよし、千波丈太郎、中井啓輔、松山照夫                                                               |
| 第20話 | 8月25日        | 死体とチリ紙交換しま～す?!        | 池田雄一              | 佐藤肇   | 犬塚弘、三原葉子、松原光二、司美智子、柳谷寛 |
| 第21話 | 9月1日         | 覗き盗聴大作戦?!                  | 佐藤純弥              | 竹本弘一 | 杉江広太郎、中田博久、岡部正純 |
| 第22話 | 9月8日         | ゲタゲタ笑う墓の下のガイ骨        | 佐藤純弥              | 小西通雄 | 北林早苗、南利明、藤木敬土、宗方奈美、伊藤るり子、ホーン・ユキ、東晃声、河合絃司                                                                                 |
| 第23話 | 9月15日        | 純金のポンコツ自動車レース!       | 池田雄一              | 山内柏   | 江崎英子、千秋じゅん、林ゆたか、富田仲次郎、立原博、江幡高志 |
| 第24話 | 9月22日        | 霊柩車たくさん呼ンドイデ!!        | 近藤正 小山内美江子   | 村山新治 | 北川美佳、原良子、梅津栄、田口計、伊藤高、浜田晃 |
| 第25話 | 9月29日        | 逃げろ!わんぱく小僧生き埋め殺人   | 近藤正 小山内美江子   | 小西通雄 | 梅地徳彦、睦五郎、風間千代子、頭師孝雄、有馬昌彦、佐藤晟也 |
| 第26話 | 10月6日        | 東京-ホノルル ビキニの女王大作戦  | 池田雄一              | 佐藤肇   | 仲谷昇、加茂さくら、小池朝雄、大川栄子 |
| 第27話 | 10月13日       | ブルーハワイ!愛と死の接吻         | 池田雄一              | 佐藤肇   | 仲谷昇、加茂さくら、小池朝雄、大川栄子 |
| 第28話 | 10月20日       | 死刑実験 マンション空室あり!      | 近藤正 小山内美江子   | 村山新治 | 泉晶子、藤村有弘、三遊亭圓歌、上田忠好、山本緑、山浦栄 |
| 第29話 | 10月27日       | グラマーにせ札株式会社            | 小山内美江子          | 山内柏   | 土井かつえ、川地民夫、楠トシエ、司美智子、渥美国泰、藤岡重慶、小林稔侍                                                                                           |
| 第30話 | 11月3日        | 銀行のお金盗む方法教えます!       | 池田雄一              | 小西通雄 | 井上孝雄、本阿弥周子、木村元、川辺久造、小林稔侍、笠原玲子 |
| 第31話 | 11月10日       | メロメロ!お色気大作戦             | 小山内美江子          | 深作欣二 | 中原早苗、藤木敬士、曽根晴美、山本耕一、高松しげお |
| 第32話 | 11月17日       | ドヒャーッ!仕掛けて仕損じなし     | 池田悦子              | 山内柏   | 森次晃嗣、清水綋治、北川美佳、早川雄三、坂本長利、奥野匡、伊達弘、山浦栄、片桐陽子                                                                               |
| 第33話 | 11月24日       | 美女を盗め!ズッコケ捜査網         | 高久進                | 小西通雄 | 金田龍之介、麻田ルミ、山下洵一郎、角梨枝子、小倉雄三 |
| 第34話 | 12月1日        | 接吻で始まった出来事              | 小山内美江子          | 鷹森立一 | 岡田裕介、幸田宗丸、松原光二、きくち英一、河合絃司、伊藤慶子 |
| 第35話 | 12月8日        | 東京-沖縄 華やかな大追跡          | 佐藤純弥 小山内美江子 | 山内柏   | 光川環世、南原宏治、勝部演之、平泉征、杉江広太郎、中田博久、原泉、三重街恒二                                                                                     |
| 第36話 | 12月15日       | 100万$ヤキモチ深夜便              | 小山内美江子          | 村山新治 | 根上淳、河津清三郎、伊藤るり子、中井啓輔、木川哲也、渡辺千世 |
| 第37話 | 12月22日       | 乾杯!恋人に捧げる死体             | 高久進                | 佐藤肇   | 佐々木剛、奈美悦子、誠直也、浜田晃、叶絵無、相馬剛三、山田甲一、ユセフ・オスマン                                                                                 |
| 第38話 | 12月29日       | バラン・ドロン殺人事件            | 小山内美江子 近藤正   | 鷹森立一 | 戸浦六宏、原良子、綾川香、太刀川寛、穂積隆信、東晃声、梅津栄、曾我廼家一二三、水上竜子、太古八郎、田川恒夫、山浦栄、 五野上力                                    |
| 第39話 | 1974年 1月5日  | 新春テニス曲線美杯争奪戦          | 池田雄一              | 山内柏   | 宇佐美淳也、サリー・メイ、司美智子、木村元、太宰久雄、岡田京子                                                                                                   |
| 第40話 | 1月12日        | 暑い南の島のストーブリーグ戦      | 小山内美江子          | 小西通雄 | 光川環世、南原宏治、勝部演之、中田博久、宗方奈美、丸岡将一郎、杉江広太郎、滝良子、池田孝一郎、河合絃司、打越正八、西本良治郎                                     |
| 第41話 | 1月19日        | 地震・雷・火事・亭主!日本沈没     | 池田雄一              | 佐藤肇   | 中原早苗、小林さち子、松原光二、沢田浩二、青空千夜・一夜、大泉滉                                                                                                 |
| 第42話 | 1月26日        | 今晩わ!私たち人殺しなの           | 小山内美江子          | 村山新治 | 太田美鈴、楠トシエ、八名信夫、木原正二郎、守山竜二、山田甲一、伊藤慶子                                                                                           |
| 第43話 | 2月2日         | スリル満点!ガイ骨のスキー大会     | 高久進                | 小西通雄 | 今井健二、泉晶子、田口計、小林稔侍、相馬剛三、岩上瑛、中村孝雄、西本良治郎、比良元高                                                                             |
| 第44話 | 2月9日         | 新婚ホヤホヤ団体旅行              | 池田雄一              | 佐藤肇   | 犬塚弘、山下洵一郎、藤村有弘、高林由紀子、森みつる、紅理子、夏川圭、相馬剛三                                                                                     |
| 第45話 | 2月16日        | 試験地獄!裏口入学大作戦           | 高久進                | 小西通雄 | 市地洋子、北原義郎、伊藤高、団巌、立原博、石井富子、白石奈緒美、きくち英一、山浦栄、木村修                                                                       |
| 第46話 | 2月23日        | スキーで婚約殺人旅行              | 池田雄一              | 村山新治 | 鈴木瑞穂、山本豊三、清水絋治、柴田悦子、佐藤博、小林さち子、桜井浩子、伊達弘、山口暁                                                                             |
| 第47話 | 3月2日         | 危機一髪!恋の追跡                 | 小山内美江子          | 鷹森立一 | 神鳥ひろ子、瞳麗子、小坂一也、見明凡太朗、司美智子、三角八郎、大杉雄二、仲原新二                                                                                 |
| 第48話 | 3月9日         | パトカーのガソリン盗難事件        | 高久進                | 佐藤肇   | 三谷昇、水原麻記、伊佐山ひろ子、酒井修、小野進也、加藤和夫 |
| 第49話 | 3月16日        | 真夜中のアリバイ!個人授業         | 小山内美江子          | 山口和彦 | 珠めぐみ、山内絵美子、和崎俊哉、佐々木功 |
| 第50話 | 3月23日        | 殺人鬼と棲む女                    | 小山内美江子 近藤正   | 鷹森立一 | 中島ゆたか、上原ゆかり、角梨枝子、陶隆、松川勉、神谷政浩 |
| 第51話 | 3月30日        | 005宝石強盗団                     | 小山内美江子 近藤正   | 山内柏   | 藤木孝、司美智子、細川俊夫、来栖あんな、滝川潤、小林稔侍、辻萬長                                                                                                 |
| 第52話 | 4月6日         | SOS殺しのラブレター               | 小山内美江子 近藤正   | 村山新治 | 岡田真澄、勝部演之、有吉ひとみ、中井啓輔 |
| 第53話 | 4月13日        | ストッキングをかぶった男          | 小山内美江子 近藤正   | 鷹森立一 | 緑魔子、松橋登、山下則夫 |
| 第54話 | 4月20日        | 仁義ある戦い                      | 高久進                | 小西通雄 | 花沢徳衛、服部妙子、高毬子、黒部進、中田博久、梅津栄、河合絃司、木村修、山本緑、五野上力、佐川二郎、高野隆志、相馬剛三、清水照夫、亀山達也、山田甲一             |
| 第55話 | 4月27日        | 探偵専科 愛と死のたわむれ         | 佐藤純弥              | 佐藤肇   | 北林早苗、麻田ルミ、ケン・サンダース、浜田ゆう子、浜田晃、轟謙二、奥野匡、河合絃司、田川恒夫、木村修                                                             |
| 第56話 | 5月4日         | 卒業式・サヨナラ涼子という女      | 小山内美江子          | 佐藤純弥 | 中尾彬、北川めぐみ、水上竜子、清川新吾、大泉滉、佐藤由美、森みつる、中村孝雄、松坂雅治、山本緑、河合絃司、五野上力                                               |

- 第26話と第27話は、ハワイロケによる前後編。

## 解説
- 5年間続いた『キイハンター』と同じスタッフによるTBS土曜9時アクションドラマシリーズの新作。前作のライトでコミカルな部分を前面に打ち出した、華やかな探偵アクションドラマであった。

- 主人公のアイフル探偵学校長・岸涼子にはフジテレビ系『女ねずみ小僧』シリーズ等で人気を得ていた小川真由美を抜擢。勝気で男嫌い、金にはうるさいが熱いハートの持ち主という現代的な独立した女性像で、主題歌『VIVA!アイフル』も歌うなど、新たな看板スターとして打ち出された。

- 前作『キイハンター』からは丹波哲郎と谷隼人。丹波は本作では脇に回り、警視庁の桜田警部として涼子らを助けるポジションとなった（しかし実際には丹波は『キイハンター』でも初期を除けば登場しない回も多く、自分が中心になるエピソードも少なかったので、ほぼ同様のポジションだったといえる）。谷は講師役で準主役。

- 追出刑事がアイフル探偵学校を訪れる際は、たいてい足蹴りでドアを開くことが多く、これはごく初期からの定番である。

- 岸涼子はたびたび捜査一課を訪れており、事件以外の関係ではおろしたてのトップコートが警邏中のパトカーによって泥水を浴びせられたため、「お宅の自家用車でしょ」と殴り込みに行ったり、小判を盗まれたため、それを探してほしいと懇願にいったりだった。また、捜査一課内で、追出刑事と争うこともしばしばであり、追出刑事のネクタイを引っ張って首を絞めるなど、ともすれば逮捕されかねないハチャメチャ振りを展開していた。第47話「危機一髪!恋の追跡」では、熱海の警察署で桜田警部にとびかかり、警部の首を痛めるという事態も引き起こした。

- ハワイロケでは、松岡きっこと杉浦直樹以外のすべてのメンバーが登場した。これに加え、ゲストに大川栄子、仲谷昇といった『キイハンター』のキャストも登場した。

- 探偵学校という設定なので、初期は上記3人以外にも生徒はいた。しかしこの設定はすぐに有名無実化し、涼子をリーダーとする5人のアイフル探偵チームが様々な事件を解決していくスタイルとなった。それでも、番組終盤まで生徒こそ現れないものの、一応授業は続けられていた。
  - 第一回から初期篇の放送回では丸岡奨詞ら10名程度の男女の生徒らが出演していた。
  - 全員が捜査の解決に挑むというのはそうめったになく、必ず誰かが学校で連絡係（たいていは、愚痴ったり油を売っていることが多かったが）を担っていた。
  - 初期は校長自らが事件解決に乗り出すためあちこちに飛んで行ったが、中盤ころまでに講師と生徒、もしくは生徒同士のコンビで事件に挑むケースが多くなる。終盤に至っては、原田三平の単独捜査も多くなる一方で、校長は時にアドバイスをしたり、時に直接乗り込んで生徒を救出するなど、裏に回ることが多くなった。

- 丹波哲郎扮する「桜田正三郎」の名は警視庁＝桜田門の桜田と丹波自身の本名：丹波正三郎を掛けたものである。

- 学校が入っている設定になっている「京王プラザビル」は、新宿京王プラザホテルのことである。この建物は1971年と、番組開始の2年前に建てられたものである。初期のころは、比較的このビルの正面道路でのシーンが多く挿入され、また、近くには大きな「EYEFUL」という電飾看板もたっている。これは、緊急時に光るように設定されており、実際一度だけ使用された。

- 小山内美江子が初回と最終回の脚本を務めたほか、各回で一人一人のキャラクターを生かし、非常にコミカルな作品に仕上げていた。そうした中でも、時に重いテーマを扱い、普段とは違った作風にすることもあった。また、初回が非常にコミカルであったのに対し、最終回はブラックユーモアを多分に盛り込んでいた。

- ゲストが非常に多種多様で、頻繁に出演する人がいる一方、小林幸子（小林さち子名義）（2回出演）や中尾ミエ（1回）、ささきいさお（2回）などの歌手もゲスト出演していた。

- 沖縄ロケで収録した2話分は同時期に撮影されたものらしいが、実際に放送されたのは、そのストーリーの都合もあって、やや間をおいている。そして、沖縄ロケ作品の初回で登場した善玉悪玉のほとんどが、その立場を入れ替える形で2回目にも登場していた。つまり、沖縄ロケにおいては、ゲストのキャストにほとんど変更が加えられなかった。

- 第48話「パトカーのガソリン盗難事件」に出演した伊佐山ひろ子は、加藤和夫演じる頭取の愛人役だったのだが、その頭取の名前が「イサヤマ」だった。

- 第一話では、アイフル探偵学校卒業試験と称し、銀行の貸金庫内にある、卒業証書の記録されたマイクロフィルムを校長が盗めなかったら、卒業認定、というところからストーリーが開始された。結局このときは校長がフィルムを盗むことに成功したので、卒業者は出なかった。最終回ではアイフル探偵学校一周年記念、と称してパーティーを開くなど、若干設定にずれがあったものの、3人の生徒に対して第一期生として卒業証書を手渡しており、これが最初で最後のアイフル探偵学校卒業生となった。

- 「金色夜叉」で高利貸に転じた男が残した財産を巡って、骨肉の争いを繰り広げるという幻想的なストーリーがあった。

- お金にうるさい校長ゆえ、資金管理は厳しいのだが、一方で顧客に好印象を抱かせることで仕事を手に入れるという考えから、部屋の内装からお酒から、高級なものばかり取り揃えている。そして、当時では珍しい高層ビルに居を構えているため、資金繰りは常に火の車であり、一時は預金残高が3万3千円だったこともあった。

- 構成を担当している深作欣二の妻、中原早苗は二度ゲスト出演している。うち、一度目のゲスト出演だった第31話「メロメロ!お色気大作戦」では、深作自らがメガホンをとっており、この番組では唯一の監督作品でもあった。

- 時事的な話題や皮肉がセリフの中に多く取り込まれていた。
  - 金を払わずに出国しようとした外人顧客から取り上げたドルを、日本円に換金しようとした矢先に円が急騰。その際、三平は校長に対し「ニクソンに交渉してもだめですか」
  - 校長が追出を非難する際、「そんなことだからどっかの国の大統領候補が誘拐されるような事件を招くのよ」（金大中事件）
  - 校長が追出を非難する際、「公害をまき散らす企業の肩を持ったりして!!」
  - 校長が追出を非難する際、「権力を笠にして」
  - 伊吹がとある事情で無線を通じて追出らに、警視庁幹部のふりをしてある行動をけしかけた際、「なお、君たちの身に危険が生じても、当局は一切関知しない」（スパイ大作戦）
  - ある放送回のエンディングで追出が口にした「じっと我慢の子であった」並びに、そののちに放送された別の回での「なにいってんだ、じっと我慢の子じゃねぇか」（1973年に流行した、ボンカレーのCMのセリフ）
  - 南条が「美しい空」、と言ったとき、校長が空を見上げて「今の世の中に、いったいどこに美しい空なんてあるの」
  - 校長が追出に一杯食わされた際、腹いせに、路上に駐車してあった無人のパトカーの後部座席に乗せてあった「駐車禁止」の張り紙をパトカーに張り付けたことがある。
  - 当時のベストセラー小説小松左京原作の『日本沈没』のパロディで、「大松右京」原作「東京沈没」という小説の話が第41話「地震・雷・火事・亭主!日本沈没」の中に登場した。

## CS再放送・DVDなど
- 2011年にファミリー劇場で全話再放送がされた。用いられた放送素材はニュープリント版であり、退色が著しいものであった。
- 2019年5月より、東映チャンネルにて8年ぶりにCSで放送される。新たにデジタルリマスター化され、放送素材は退色が著しいものではなかった。
- 2020年3月11日・同年4月8日にはDVD-BOX デジタルリマスター版のPART1・PART2がそれぞれ発売されている[1]。
- 2024年1月1日より、YouTubeの「東映シアターオンライン」から第1・2話が常時無料配信されている。

## 前後番組
| TBS 土曜21時台                             | TBS 土曜21時台                                | TBS 土曜21時台                                   |
| 前番組                                     | 番組名                                        | 次番組                                           |
| ------------------------------------------ | --------------------------------------------- | ------------------------------------------------ |
| キイハンター (1968年4月6日 − 1973年4月7日) | アイフル大作戦 (1973年4月14日 − 1974年5月4日) | バーディー大作戦 (1974年5月11日 − 1975年5月17日) |